# Šaptačica duhovima
Šaptačica duhovima (eng. Ghost Whisperer) je američka nadnaravna TV serija, koja se počela emitirati na CBS-u od 23. rujna 2005. i trajala je do 21. svibnja 2010.

## Sadržaj serije
Melinda Gordon (Jennifer Love Hewitt) mlada je žena iz grada Grandview, New York, koja ima sposobnost vidjeti i komunicirati s mrtvima. Melinda živi sa svojim suprugom, Jimom Clancyjem (David Conrad), a kasnije i njihovim sinom Aidenom (Connor Gibbs). Ona posjeduje trgovinu pod nazivom "Same as It Never Was". Svaki duh traži Melindinu pomoć u prosljeđivanju poruke ili dovršavanju zadatka koji će staviti njihov duh na počinak i dopustiti im da prijeđu u svjetlo. Oni koji su umrli s nedovršenim poslom ostaju na zemlji i ne mogu prijeći, a Melinda, kao njihov zemaljski predstavnik, pomaže im da pronađu mir. Duhovi nisu prikazani kao da su sagriješili; umjesto toga, vlastita krivnja duhova osuđuje ih i njihov vlastiti strah od prosuđivanja koji ih sprečava da "prijeđu" u zagrobni život.
U seriji je glumila i Aisha Tyler kao Andrea Marino, Melindinu najbolju prijateljicu, koja s njom vodi antikvarijat. Andrea je poginula u zrakoplovnoj nesreći u finalu prve sezone. Tijekom druge sezone, Melinda se susreće s Deliom Banks (Connor Gibbs), agenticom koja se bori s nekretninama i koja se sprijateljuje s Melindom i koja se na kraju pristaje s njom voditi antikvarijat. Delia je šokirana saznanjem o Melindinim sposobnostima; zapravo, u početku tvrdi da Melindi treba psihološka pomoć. Delia na kraju prihvaća Melindin dar, iako je ponekad skeptična. Delia ima sina po imenu Ned Banks (Tyler Patrick Jones sezona 2–3, Christoph Sanders nakon toga) koji sazna za Melindin dar mnogo prije njegove majke.
Melinda također stvara prijateljstvo s Rickom Payneom (Jay Mohr), profesorom na Sveučilištu Rockland. Rick pomaže Melindi da riješi sukobe duhova tijekom druge i treće sezone. Odlazi u premijeri četvrte sezone za ekspediciju na Himalaji. Ista epizoda predstavila je Elija Jamesa (Jamie Kennedy), još jednog profesora na sveučilištu, koji prolazi kroz iskustvo bliske smrti koje otključava sposobnost čuti duhove. Za razliku od Melinde, on ih ne može vidjeti. On postaje blizak prijatelj Melindi i pomaže joj istražiti progone.

## Emitiranje serije
| Sezona | Sezona | Epizode | Originalno emitiranje | Originalno emitiranje |
| Sezona | Sezona | Epizode | Premijera sezone      | Kraj sezone           |
| ------ | ------ | ------- | --------------------- | --------------------- |
|        | 1      | 22      | 23. rujna 2005.       | 5. svibnja, 2006.     |
|        | 2      | 22      | 22. rujna 2006.       | 11. svibnja, 2007.    |
|        | 3      | 18      | 28. rujna 2007.       | 16. svibnja 2008.     |
|        | 4      | 23      | 3. listopada 2008.    | 15. svibnja 2009.     |
|        | 5      | 22      | 25. rujna 2009.       | 21. svibnja 2010.     |

## Glumačka postava

### Glavni glumci
| Glumac/ica           | Uloga                | Trajanje        |
| -------------------- | -------------------- | --------------- |
| Jennifer Love Hewitt | Melinda Gordon       | sezona 1- sada  |
| David Conrad         | Jim Clancy/Sam Lucas | sezona 1 - sada |
| Aisha Tyler          | +Andrea Marino       | sezona 1 - 2    |
| Camryn Manheim       | Delia Banks          | sezona 2 - sada |
| Jay Mohr             | Profesor Rick Payne  | sezona 2 - 4    |
| Christoph Sanders    | Ned Banks            | sezona 3 - sada |
| Jamie Kennedy        | Profesor Eli James   | sezona 4 - sada |